# Ceftriaxone
Il ceftriaxone è un principio attivo antibiotico appartenente al gruppo delle cefalosporine di terza generazione, di indicazione specifica in caso di infezioni batteriche gravi in presenza di batteri sensibili, infezioni batteriche in pazienti neutropenici e/o defedati o immunocompromessi, profilassi chirurgica.

## Indicazioni
Viene utilizzato come terapia contro numerose infezioni batteriche del sistema nervoso centrale, compresa la meningite, la sepsi, le infezioni complicate del rene e delle vie urinarie, la peritonite, le infezioni della cute e dei tessuti molli e le infezioni ossee e articolari. Costituisce, allo stato attuale, la terapia raccomandata dal CDC di Atlanta (USA) contro la gonorrea.

## Avvertenze
Soluzioni iniettabili contenenti calcio: lo ione calcio determina la precipitazione del ceftriaxone. Non impiegare soluzioni contenenti calcio (soluzione di Ringer o di Hartmann) per ricostituire la soluzione di ceftriaxone o per diluire la soluzione già ricostituita. Evitare la contemporanea somministrazione di ceftriaxone e soluzioni iniettabili per via endovenosa contenenti calcio nei pazienti di età inferiore a 28 giorni e nei neonati prematuri; in pazienti di età superiore a 28 giorni, la somministrazione può avvenire in modo sequenziale previo accurato lavaggio o sostituzione delle linee di infusione.
Anemia emolitica: in seguito a trattamento con ceftriaxone, sono stati riportati casi di anemia emolitica, alcuni dei quali fatali, sia in pazienti adulti sia in pazienti di età pediatrica. L'esposizione alle cefalosporine sembra determinare una fase di sensibilizzazione e in seguito la formazione di anticorpi, che durante la successiva esposizione al farmaco causano emolisi. Se si verifica anemia emolitica durante la terapia con ceftriaxone sospendere l'assunzione del farmaco ed effettuare opportune analisi per accertarne la causa.
Coagulopatie: in alcuni pazienti in trattamento con ceftriaxone sono stati riportati prolungamento del tempo di protrombina e ipoprotrombinemia; somministrare ceftriaxone con cautela in pazienti che presentano bassi livelli di vitamina K o alterazioni nel processo di sintesi.
Neurotossicità: l'assunzione di cefalosporine può determinare l'insorgenza di tossicità a livello neurologico, che si presenta con differenti sintomi clinici che comprendono convulsioni, stato epilettico non convulsivo, mioclono, alterazioni dello stato mentale, encefalopatie, fino al coma. Il rischio di sviluppare neurotossicità in seguito all'impiego di cefalosporine risulta aumentato nei casi di pregresse patologie neurologiche, nei pazienti anziani e nei pazienti con insufficienza renale.
Ecografie biliari: in seguito a esame ecografico della cistifellea di alcuni pazienti in trattamento con ceftriaxone ad alte dosi è stata riscontrata la presenza di ombre simili a calcoli biliari. Tali reperti sembrano essere causati dalla precipitazione di un complesso ceftriaxone-calcio; in genere sono asintomatici e reversibili con la sospensione della terapia. In caso di comparsa di sintomi clinici, valutare la sospensione del trattamento con ceftriaxone e istituire una terapia idonea.
Pancreatite: in seguito a trattamento con ceftriaxone sono stati riportati alcuni casi di pancreatite acuta insorta in pazienti adulti e un episodio in un paziente di età pediatrica. In caso di insorgenza di pancreatite acuta
Nefrolitiasi: in letteratura sono descritti casi di litiasi renale verificatisi in pazienti di età pediatrica; in tali pazienti il trattamento con ceftriaxone ad alte dosi può causare a livello renale la precipitazione di un complesso costituito dal calcio e dal farmaco stesso.
Prima infanzia: la somministrazione di ceftriaxone a nati prematuri o neonati fino a 28 giorni di vita affetti da iperbilirubinemia è controindicata; il ceftriaxone può interferire con la bilirubina per i siti di legame all'albumina plasmatica e causare encefalopatia da bilirubina. La somministrazione di ceftriaxone per via endovenosa risulta controindicata per i pazienti nati prematuri o neonati che richiedono o che potrebbero richiedere trattamenti per via endovenosa con soluzioni contenenti calcio. Sono stati riportati alcuni casi di eventi avversi fatali associati a ritrovamento in sede autoptica di depositi cristallini nei polmoni e nei reni in pazienti neonati trattati con ceftriaxone per via endovenosa in concomitanza a soluzioni contenenti calcio.
Gravidanza: sono disponibili dati limitati relativi all'impiego del ceftriaxone durante la gravidanza; il farmaco non sembra causare effetti tossici nel neonato. La FDA ha inserito il ceftriaxone in classe B per l'impiego in gravidanza. La classe B comprende i farmaci i cui studi riproduttivi sugli animali non hanno mostrato un rischio per il feto e per i quali non esistono studi controllati sull'uomo oppure i farmaci i cui studi sugli animali hanno mostrato un effetto dannoso (oltre a un decremento della fertilità) che non è stato confermato con studi controllati in donne nel I trimestre (e non c'è evidenza di danno nelle fasi avanzate della gravidanza).
Allattamento: il ceftriaxone viene escreto nel latte materno; sono disponibili dati limitati relativi alla sicurezza e alla tossicità del farmaco quando impiegato durante l'allattamento. La concentrazione di ceftriaxone rilevata nel latte materno è risultata pari al 3-4% di quella presente nel siero materno e non sembra causare effetti avversi nei neonati.

## Dosaggi
- 1 g al giorno tramite iniezione intramuscolo salvo diversa prescrizione medica (endovenosa)[20]
- 2-4 g per infezioni gravi

## Effetti indesiderati
Fra gli effetti collaterali più frequenti si riscontrano colite, nausea e diarrea.